# Улица Цаликова
Улица Цаликова — улица во Владикавказе, Северная Осетия, Россия. Находится в Промышленном муниципальном округе между улицами Бутаева и Молодёжная. Начинается от Молодёжной улицы.
Пересекается с улицей Бутаева, Минина, переулком Керченский и улицей Пожарского.
Названа именем генерал-майора Кантемира Цаликова.
Образовалась во второй половине 40-х годов XX столетия. 17 июня 1947 года городской совет присвоил улице между кварталами № 559, 560, 563, 564 и 565 наименование улицы Цаликова.